# Alain de Botton
Alain de Botton (Zürich, Zwitserland, 20 december 1969) is een Brits filosoof en schrijver van Zwitserse afkomst. Hij geldt als een van de bekendste hedendaagse filosofen. De Botton geeft een nieuwe invulling aan ideeën van klassieke filosofen, zoals Seneca en Montaigne, maar ook schrijvers als Stendhal en Proust, en presenteert deze op een oorspronkelijke en leesbare manier. Ogenschijnlijk simpele antwoorden op ingewikkelde levensvragen van alle tijden. Zijn boeken over de liefde, werk, godsdienst en zelfvertrouwen zijn bestsellers in 30 landen.
De Botton heeft een eigen productiebedrijf, Seneca Productions. Ook is hij de geestelijke vader van de School of Life die meerdere vestigingen heeft, waaronder één in Amsterdam. Zijn gelijknamige YouTubekanaal The School of Life behandelt allerlei levensvragen en filosofische onderwerpen en legt de klassieke en moderne filosofen en psychologen op een toegankelijke en begrijpelijke manier uit. Het is het populairste filosofiegerelateerde kanaal op YouTube met zo'n 6,2 miljoen abonnees. Verder schrijft hij tal van artikelen voor kranten en tijdschriften.

## Biografie
Alain de Botton werd geboren in Zürich als zoon van Gilbert de Botton en Jacqueline Burgauer. Al op 8-jarige leeftijd werd hij geplaatst op een exclusieve kostschool, de Dragon School in Oxford. Daarna studeerde hij, van 1988 tot 1990, geschiedenis aan het Gonville and Caius College van de Universiteit van Cambridge en daarna in 1991/92 filosofie aan het King’s College van dezelfde universiteit.
Hij beschrijft zijn jeugd als financieel onbezorgd, maar emotioneel verwaarloosd. Zijn vader vond hij een wrede tiran, maar ook iemand die hem in aanraking bracht met Montaigne en Cyril Connolly.
Herhaaldelijk heeft De Botton aangegeven dat hij een duidelijke voorkeur heeft voor het gezelschap van vrouwen. Wellicht het gevolg van zijn relatie met zijn dominante vader.

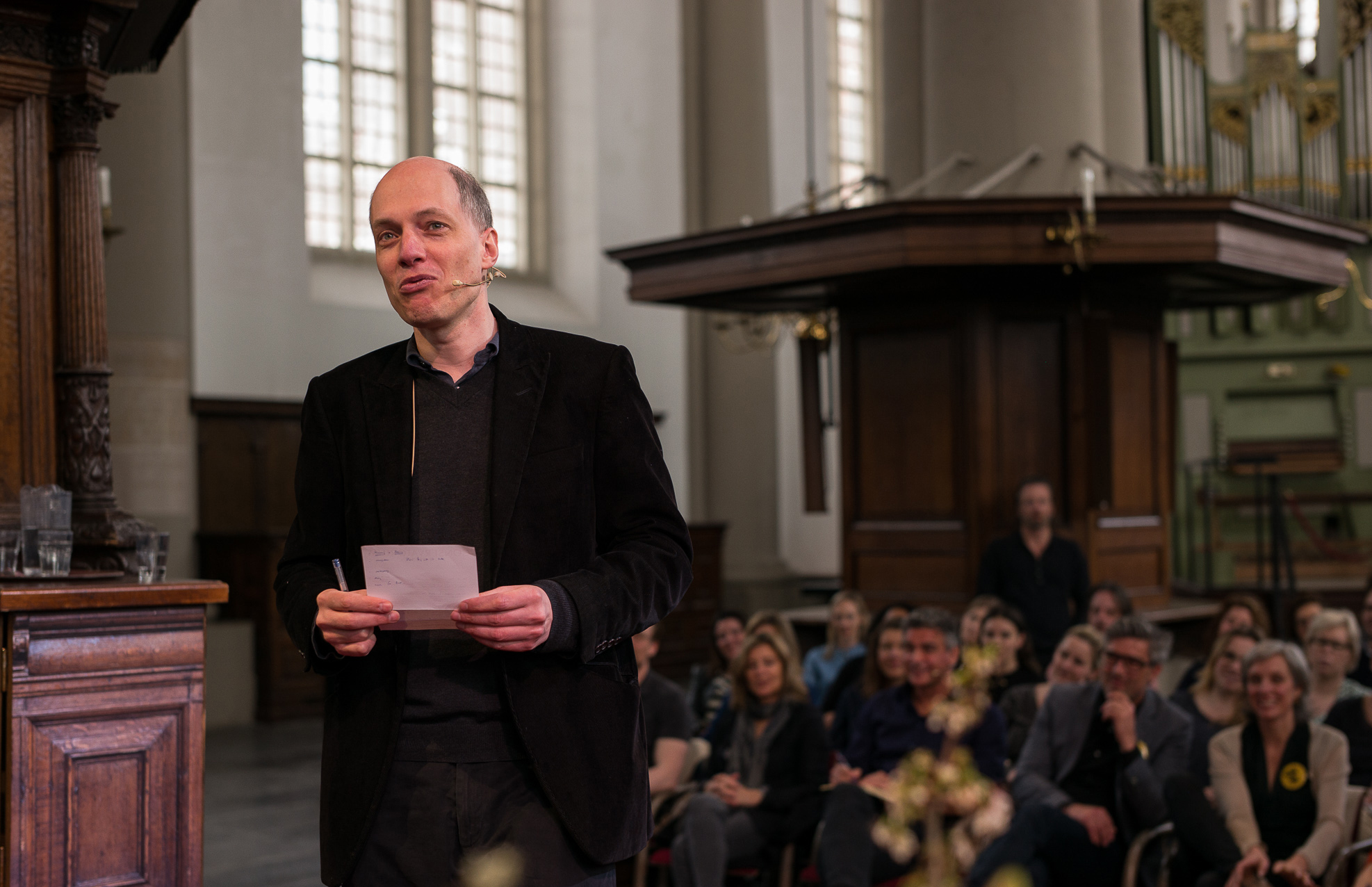
De Botton in Amsterdam (2016)

Zijn vader Gilbert was directeur van de Rothschild Bank in Zürich en richtte later een eigen investeringsfirma op, Global Asset Management. Toen Alain 30 jaar oud was, overleed zijn vader. Zijn erfenis ter grootte van £ 50 miljoen ging grotendeels naar een liefdadigheidsfonds (het Gilbert de Botton Memorial Fund), gericht op onderwijs, wetenschap en de kunst. Naar eigen zeggen ontvangt Alain de Botton geen geld uit dit fonds.
Hij heeft nog een oudere zuster, Miel, een neurowetenschapper die in Frankrijk woont.

## Kenschets
Zijn eerste boek Essays in Love (Proeven van liefde) kwam uit in 1993 en het bezorgde hem een groep toegewijde jonge vrouwelijke lezers die zich zo aangetrokken voelden tot zijn gevoelige schrijfstijl dat ze hem Dr. Love noemden. Hij werd vooral bekend door zijn non-fictie boek How Proust can change your life (Hoe Proust je leven kan veranderen) uit 1997. Het was een doorslaand succes in de Verenigde Staten. Wellicht doordat het boek een mengeling is van zelfhulpboeken en citaten uit het werk van een van de meest vereerde en tegelijkertijd minst begrepen schrijvers ooit, Marcel Proust. De Botton maakte ook een documentaire op grond van dit boek, met Ralph Fiennes en Felicity Kendal.
Daarna volgden nog talloze filosofische boeken, zoals De Troost van Filosofie (2000), De Kunst van het Reizen (2002), Status angst (2004) en De Architectuur van het Geluk (2006). Zijn laatste boek verscheen in april 2016 en is getiteld The course of love (Weg van liefde).
De Bottons boeken worden vaak afgedaan als (te) populaire literatuur, maar hij zelf verklaart dat hij vooral probeert originele ideeën te ontwikkelen over bijvoorbeeld vriendschap, kunst, jaloezie en verlangen met behulp van het gedachtegoed van andere denkers.
Hij voelt zich verwant met de filosoof Montaigne: "Veel van zijn uitspraken zijn wat je boerenwijsheid zou kunnen noemen. Ik heb altijd het idee dat ik schrijf voor een persoon die intelligent is, maar ongeduldig. Iemand die maar een beperkte tijd ter beschikking heeft. Zo stel ik me mijn lezer voor."

## Liefde
De Botton heeft twee boeken over de liefde geschreven: Essays of love (Proeven van liefde) en The course of love (Weg van liefde). Terwijl romantische schrijvers in hun portrettering van de liefde de dagelijkse realiteit van samenleven buiten beschouwing laten, zijn boeken die de huiselijke sfeer realistisch weergeven schaars, volgens De Botton. Belastingaangiften, de afwas, visite, kinderbedtijd zijn niet te vinden in de Boeketreeks.
In Weg van liefde zijn we er getuige van hoe de geliefden elkaar dan weer perfect aanvoelen en dan weer helemaal niet begrijpen. Het voorgeschotelde huwelijk is een aaneenschakeling van overwonnen miscommunicaties en wederzijdse teleurstellingen.
De Botton krijgt vaak vragen van lezers over de liefde. De meeste stemmen hem pessimistisch, wanneer hij hoort hoe mensen hiermee worstelen. Liefde lijkt zo geweldig, maar in feite is het aangaan van een affectieve relatie met iemand anders een gok. Twee vreemden moeten leren met elkaar om te gaan en hoe lief te hebben. Zij springen daarmee in het diepe, want er zijn geen basislessen voor. In de gemiddelde relatie wil de ene partner de ander duidelijk maken, wat hem/haar niet bevalt, maar uit dit op een negatieve manier.
De Botton zegt dat, waar het om de liefde gaat, we te weinig geduld hebben. Tegenover onze kinderen gedragen we ons vol mededogen. Volwassenen zijn vaak te hardvochtig voor elkaar.
Veel mensen zoeken naar de ideale partner en zijn geneigd om bij een tegenvallende relatie iemand anders te zoeken. De Botton benadrukt dat de juiste persoon niet bestaat; perfectie is de vijand van de liefde op de lange termijn. De beste oplossing is, volgens hem, jezelf de vraag te stellen: "Waarom ben ik zo moeilijk om mee samen te leven?"

## Statusangst
In 2004 verscheen zijn boek Statusangst. Het gaat over de angst voor het beeld dat anderen van ons (zouden) hebben; zien zij ons als een succesvol persoon of als een mislukkeling, een winnaar of een loser? De Botton ziet hoe de moderne mens gedeprimeerd kan raken door het verschil tussen zijn verwachtingen en de realiteit. Hij verkeert in een voortdurend staat van carrièrecrisis. Terwijl zich tegelijkertijd zoveel kansen aandienen om een nieuwe uitdaging aan te gaan, doemt ook steeds de angst op om verkeerde keuzes te maken. Op feestjes is de meest gestelde vraag, wat je voor werk doet. Als het antwoord niet bevalt, draait men je de rug toe. Daarnaast, zegt De Botton, is het streven vooral gericht op de verwerving van materiële zaken. "Alsof je alleen maar respect kan verdienen op grond van je plaats op de sociale ladder. De enige die echt van je lijkt te houden, zoals je bent, is je moeder."

Een wijdverbreide misvatting is dat iedereen alles kan bereiken. Waar iedereen gelijk is, ligt afgunst op de loer. Hoe meer je op iemand anders lijkt, qua leeftijd en opleiding, hoe groter de kans op jaloezie. Volgens De Botton komt dit vooral door de media en het beeld dat zij geven van succes. Mensen die een laag zelfbeeld hebben, falen al snel in deze meritocratie. Wie verantwoordelijk is voor zijn eigen leven, is blijkbaar ook verantwoordelijk voor zijn eigen falen, ongeluk en ziekte en wacht het oordeel en de spot van anderen. Vroeger zag men meer de tragiek van iemands leven en toonde mededogen. Toen aanbaden we de goden. Nu aanbidden we onszelf in de vorm van pop idolen als Justin Bieber en Miley Cyrus.
De meeste mensen leiden een gewoon leven. Een Mark Zuckerberg of een Bill Gates zullen zij nooit worden. De kans op een eigen luxejacht of een date met een supermodel is niet erg groot. Bereid je er maar op voor dat je een middelmatig leven zult hebben, zegt De Botton. Het begrip middelmatig is overigens relatief. Woon je in een land als India, dan is in armoede leven, met beperkte toegang tot gezondheidszorg of onderwijs, heel gewoon. Een normaal leven in Nederland is eigenlijk fantastisch.

## Godsdienst
In 2012 verscheen zijn boek Religion for Atheists (Religie voor Atheïsten). De Botton, als overtuigd atheïst, onderzoekt wat een godsdienst te bieden heeft, niet zozeer in zijn doctrines, maar met rituelen, kunst en moraal. De belangrijkste godsdiensten hebben sociale en artistieke aspecten die uitstekend geannexeerd of hergebruikt kunnen worden door mensen die niet geloven.
Religies zijn voor De Botton nuttige uitvindingen, wanneer ze de mens helpen met zijn gebreken en die van de medemens om te gaan en om zich te verzoenen met de eindigheid en de zinloosheid die nu eenmaal met het leven gegeven zijn.
Hij laat zien hoe op verschillende terreinen van het moderne leven de samengebalde wijsheid van de religie bruikbaar is. Dat geldt met name voor deugden als matigheid, barmhartigheid en vergevingsgezindheid.
Alain de Botton zelf kent wel degelijk religieuze gevoelens en bezoekt graag kerken, tempels en synagoges. Hij gunt het ook diegenen die kracht uit hun geloof halen.
De meeste ruimte in het boek neemt De Botton voor het thema gemeenschap. De kerk zorgde vroeger voor een gemeenschappelijk gevoel, dat in de moderne cultuur volledig is verdampt. Met het gevolg dat we vreemden voor elkaar geworden zijn.
Het opzetten van restaurants, waar de tafelschikking zo wordt georganiseerd dat je met volslagen vreemden kennis maakt, moet in de visie van De Botton soelaas bieden. Hij noemt ze zelf agape (agape is Grieks voor het woord liefde) restaurants. Daar kunnen vreemden samen eten, wijn drinken en ideeën uitwisselen.
In Bijbelse zin pleit hij voor een Tempel voor Bespiegeling, wil hij de 14 lijdensstaties van de Kruisweg vervangen door een cyclus over de Twaalf Smarten van de Adolescentie of de Eenentwintig Smarten van de Echtscheiding.
Het boek riep heftige reacties op. De mensen die het meest boos waren op Religie voor Atheïsten waren zelf atheïst.

## Autonoom denken
De Botton heeft een grote waardering voor de filosoof Socrates. Deze wijsgeer leert dat logisch nadenken je meer zelfvertrouwen geeft, je minder afhankelijk maakt van de groep. Veel mensen zijn, net als schapen, bang om zich van de groep af te scheiden en lopen achter de leider aan. De leiders daarentegen vertonen een schijn-zekerheid en De Botton raadt daarom iedereen aan, in navolging van Socrates, juist hen kritisch te ondervragen over zaken des levens. Wees een non-conformist en zoek naar de waarheid. Iedereen dient over zijn eigen leven na te denken, op te komen voor zijn overtuigingen en zeggen, wat hij denkt. De meeste mensen denken, volgens de Botton, geen filosoof te kunnen zijn, omdat ze hun school niet hebben afgemaakt, of geen universitaire studie te hebben gevolgd. Maar iedereen heeft de verantwoordelijkheid om na te denken; iedere mening is van waarde.

## Andere boeken
De Architectuur van het Geluk gaat onder meer over schoonheid en lelijkheid in de architectuur. Kunst, in het algemeen, kan, volgens De Botton therapeutisch en helend zijn, en helpen om de verwarring van het dagelijks leven te verwerken.
In de zomer van 2009 was hij de eerste writer in residence op London Heathrow Airport. Over zijn ervaringen schreef hij A Week at the Airport.
In The News (Het Nieuws) (2014) spoort De Botton de lezer aan om kritisch naar de rol van de media te kijken en de methodes te herkennen, waarop onze aandacht en opinies soms gemanipuleerd worden. Er staat een pleidooi in om burgers meer te onderwijzen in de interpretatie van nieuws, aangezien dat zo'n grote invloed heeft op hoe zij de wereld zien.

## Kritiek
Alain de Botton heeft niet louter bewonderaars. Zijn felste critici beschrijven hem als Pretentieus? Moi?? of Alain ‘’ik heb weleens Proust gelezen’’ de Botton.
Volgens hen zet De Botton de moderne mens neer als een patiënt: "De moderne mens is rusteloos, angstig en ontevreden, de moderne mens is instabiel en kwetsbaar, de moderne mens is het verkeerde pad ingeslagen, de moderne mens gaat liever naar zijn werk dan naar zijn man of vrouw, de moderne mens wordt gedreven door schuld en neuroses de moderne mens denkt te weinig aan seks. Dokter De Botton loopt als een bezetene over de ziekenzaal van de moderne samenleving, en dient zijn patiënten zoveel mogelijk van zijn eigen zelfhulpboeken toe."

Zijn video's op het kanaal The School of Life krijgen de kritiek dat ze poneren neutraal en 'on-ideologisch' te zijn, maar toch voor een groot deel de Bottons persoonlijke filosofie vertegenwoordigen, en uit het werk van belangrijke filosofen vooral datgene halen waar de Botton mee akkoord gaat.
Anderen verwelkomen hem als een andersdenkende met nieuwe vergezichten op het leven van alledag. Positieve recensies van zijn boeken wijzen erop dat hij literatuur, filosofie en kunst toegankelijker maakt voor een breed publiek. In plaats van de filosofie te reserveren voor louter Nietzsche’s en Wittgensteins.